# Pont Betsy Ross
Le pont Betsy Ross est un pont en treillis franchit le fleuve Delaware entre Philadelphie (Pennsylvanie) et Pennsauken (New Jersey), au nord-est des États-Unis. Il fait partie de l'Interstate 676 et mesure 2 586 mètres de long au total. Il a été baptisé en l'honneur de Betsy Ross. La construction commença en 1969 et il fut ouvert à la circulation le 30 avril 1976.